# Nosarzewo Borowe
Nosarzewo Borowe – wieś sołecka w Polsce, położona w województwie mazowieckim, w powiecie mławskim, w gminie Szydłowo.
Wierni Kościoła rzymskokatolickiego należą do parafii św. Marii Magdaleny, św. Kazimierza w Szydłowie.
W latach 1954–1959 wieś należała do gromady Piegłowo, po zmianie siedziby i nazwy gromady była siedzibą gromady Nosarzewo Borowe. W latach 1975–1998 miejscowość administracyjnie należała do województwa ciechanowskiego.
W wiosce znajdował się dwór, który wybudowano w 1830 r. dla rodziny Piechowskich. W 1849 r. urodził się tu Wojciech Piechowski, jeden z bardziej utalentowanych malarzy nurtu realizmu. W latach 1950–1982 w budynku mieściła się szkoła. Część zbiorów znajduje się Muzeum Ziemi Zawkrzeńskiej w Mławie.